# Jaroslav
Jaroslav – wieś i gmina w Czechach, w powiecie Pardubice, w kraju pardubickim.
1 stycznia 2017 gminę zamieszkiwały 234 osoby, a ich średni wiek wynosił 40,1 roku.